# Utagawa Yoshiiku
En aquest nom japonès, el cognom és Utagawa.
Utagawa Yoshiiku (japonès: 落合芳幾)  (Nihonzutsumi, 1833 - Taihei, 6 de febrer de 1904) va ser un artista japonès que feia gravats ukiyo-e i il·lustracions pels periòdics. Va ser cofundador del Tokyo Nichi Nichi Shinbun, un diari hiragana il·lustrat de 1874.
Yoshiiku, fill del propietari d'una casa de te, va ser alumne d'Utagawa Kuniyoshi.

## Gravats
Les obres de Yoshiiku inclouen el gravat Kokkei Wanisshi-ki (滑稽倭日史記, "Registre còmic de la història japonesa"), que fa ús del tema tradicional del Hyakki Yako aplicat a les accions militars japoneses contemporànies a la Xina.

## Galeria d'imatges

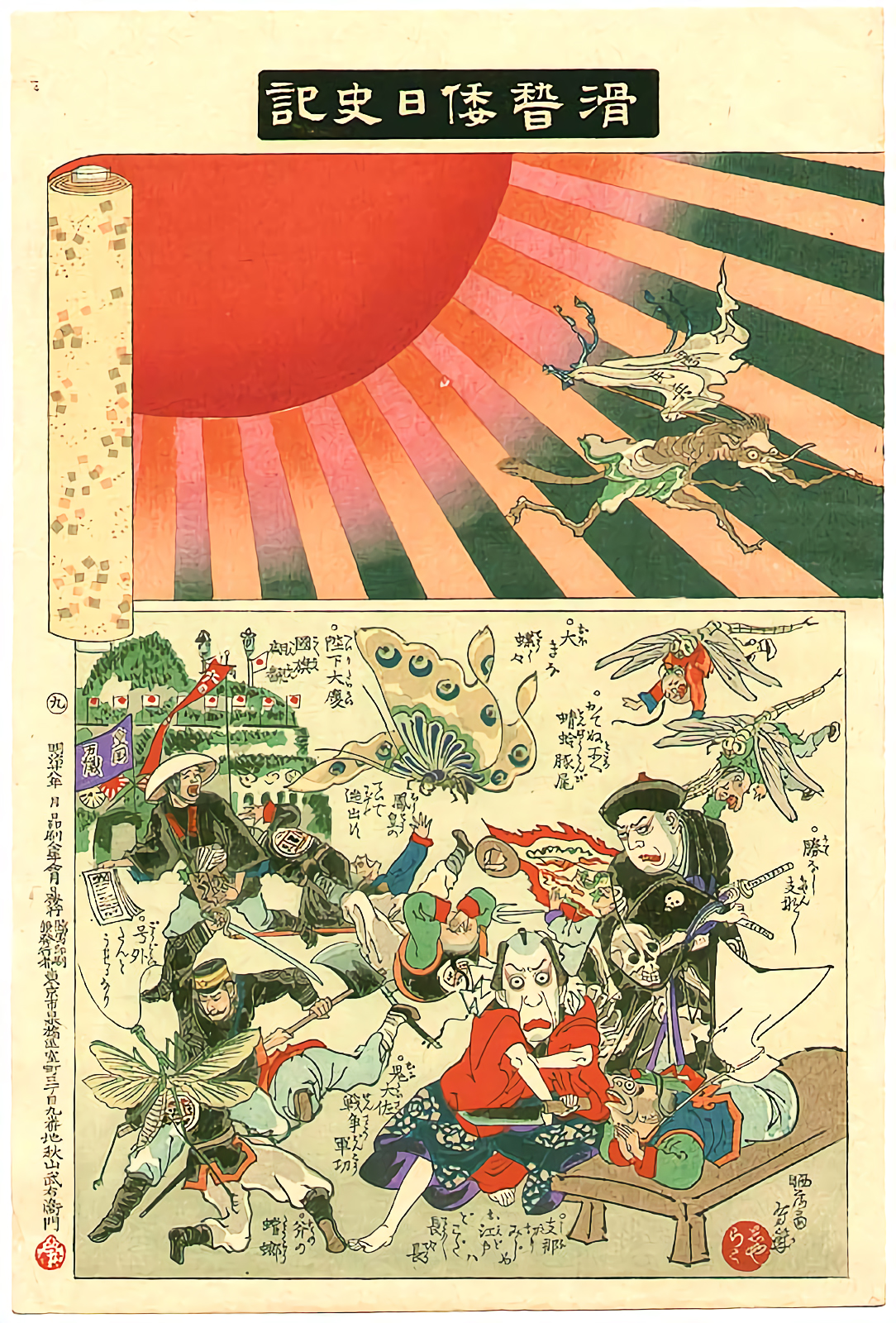
Primera Guerra Sinojaponesa, Papallona i pregadéu, 1895
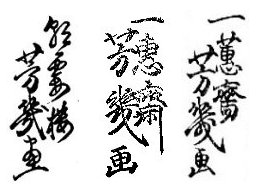
Signatures d'Utagawa Yoshiiku, llegit d'esquerra a dreta: “Chōkarō Yoshiiku ga” (朝霞楼　芳幾　画), “Ikkeisai Yoshiiku ga” (一恵斎　芳幾　画), i “Ikkunsai Yoshiiku ga” (一薫斎　芳幾　画)